# Azar Karadas
Azar Karadas (Eid, 9 agosto 1981) è un allenatore di calcio ed ex calciatore norvegese, di ruolo difensore o attaccante.

## Biografia
Karadas è nato a Nordfjordeid, ma è di origine turche ed il suo cognome significa "pietra nera". Suo padre proviene dalla Turchia, mentre la madre è norvegese.

## Caratteristiche tecniche
Karadas può giocare sia da difensore che da attaccante, sebbene nasca prevalentemente come centrale difensivo. Anche nella Nazionale Under-21 norvegese, veniva schierato in entrambe le posizioni.
Nel 2001 è stato inserito nella lista dei migliori calciatori stilata da Don Balón.

## Carriera

### Giocatore

#### Club

##### Gli inizi
Ha iniziato la carriera in un club chiamato Eid. La sua prima squadra professionistica, invece, è stato il Brann. Ha esordito nell'Eliteserien il 20 giugno 1999, subentrando a Raymond Kvisvik nel successo per 3-0 sull'Odd Grenland. Il 29 aprile 2000 è arrivata la prima rete nella massima divisione norvegese: ha trovato il gol, infatti, nella vittoria per 0-2 sul campo dello Start. Il 22 ottobre successivo, ha realizzato una doppietta nel 4-0 inflitto al Molde.
Nel 2002, è passato al Rosenborg, in cambio di 6.000.000 di corone. Il trasferimento è stato molto discusso: Karadas aveva dichiarato, poche settimane prima della cessione, che il Brann era la sua squadra preferita. Il passaggio ai rivali del Rosenborg, quindi, è stato accolto rabbiosamente dai suoi vecchi tifosi, che sono arrivati a minacciarlo di morte. Ha debuttato in squadra il 14 aprile, nella sconfitta per 0-1 contro l'Odd Grenland. Il 16 maggio, è andato in gol nella vittoria per 4-2 sullo Start. Per le prime 10-12 partite, l'allenatore Nils Arne Eggen lo ha schierato al centro della difesa, per poi cambiare idea e posizionarlo in attacco. Nella nuova posizione, però, ha sofferto la concorrenza di Frode Johnsen e spesso è stato costretto a giocare sulla fascia o a restare in panchina. Il 17 settembre, comunque, ha realizzato una doppietta nel pareggio casalingo per 2-2 contro l'Inter, in una partita valida per la Champions League 2002-2003. Al termine della stagione, il Rosenborg ha centrato la vittoria nell'Eliteserien. Questo risultato è stato ripetuto anche l'anno seguente, con Karadas che ha lasciato poi il club a metà del campionato 2004. Proprio in quell'anno, infatti, Karadas aveva cominciato bene la stagione; a causa dello scarso contributo in zona gol, però, è stato relegato in panchina in estate.

##### Il trasferimento all'estero
Karadas è stato quindi messo sotto contratto dai portoghesi del Benfica, che per il suo cartellino hanno pagato 15.300.000 corone. Il norvegese ha firmato un accordo triennale. Ha debuttato nella Primeira Liga il 29 agosto 2004, siglando anche una doppietta nella vittoria per 2-3 sul campo del Beira-Mar. Il Benfica si è aggiudicato il campionato in quella stagione, con Karadas che ha contribuito a quest'affermazione con 27 presenze e 4 reti. Il club ha raggiunto anche la finale di Taça de Portugal 2004-2005, dove però è uscito sconfitto dal Vitória Setúbal, mancando così il double.
Nell'estate 2005, è passato in prestito agli inglesi del Portsmouth: il nuovo club si è riservato anche un'opzione per rendere definitivo il trasferimento. Ha giocato il primo incontro nella Premier League in data 13 agosto, quando è stato titolare nella sconfitta per 0-2 contro il Tottenham. Ha siglato un'unica rete per i Pompey, sancendo il definitivo pareggio per 1-1 contro il Bolton. A fine stagione, il calciatore non è stato riscattato ed è tornato al Benfica.
Rientrato in Portogallo, Karadas è stato ceduto con la stessa formula ai tedeschi del Kaiserslautern, appena retrocessi nella 2. Bundesliga. L'esordio in squadra è stato datato 27 agosto 2006, quando è stato schierato titolare nella vittoria per 2-0 sul Paderborn 07. Il 9 settembre è arrivato il primo gol con questa casacca, nella vittoria per 0-2 in casa del Gera, in una sfida valida per il primo turno della Coppa di Germania 2006-2007. Ha siglato l'unica rete in campionato nel pareggio per 1-1 contro l'Unterhaching. Il Kaiserslautern ha chiuso il campionato al sesto posto e Karadas è tornato nuovamente al Benfica.

##### Il ritorno al Brann
Il 24 agosto 2007, ha firmato un contratto con il Brann, tornando così al vecchio club. È tornato a vestire la maglia della squadra il 2 settembre, nel match contro il Sandefjord, dove è stato accolto come un eroe e dove i tifosi gli hanno dedicato uno striscione che recitava: ""Vi hatet deg så mye, fordi vi elsker deg så høyt!" (Ti abbiamo odiato così tanto, perché ti amiamo così tanto!"), riferendosi ai dissidi che si sono creati al momento del suo passaggio al Rosenborg. È subentrato a Robbie Winters nei minuti finali e il Brann ha vinto la partita per 1-0. Nella stessa stagione, il Brann ha vinto il campionato, con Karadas che ha contribuito a questo risultato con 4 reti in 8 incontri. È rimasto in forza al club per il successivo anno e mezzo.

##### Kasımpaşa e Sogndal
Il 1º settembre 2009, Karadas ha firmato un contratto triennale con i turchi del Kasımpaşa. Il debutto nella Süper Lig è arrivato il 13 settembre, quando è stato schierato titolare nella sconfitta per 1-0 sul campo del Gaziantepspor. L'unica rete stagionale è arrivata il 1º novembre, nel pareggio per 1-1 contro l'Eskişehirspor. Nel campionato 2010-2011, il Kasımpaşa non è riuscito a raggiungere la salvezza ed è retrocesso pertanto nella 1. Lig. Nella stagione seguente, la squadra ha centrato l'immediata promozione.
Svincolato, il 28 agosto 2012 ha firmato un contratto valido fino al termine della stagione con il Sogndal. Si è svincolato a fine stagione. Successivamente al suo rilascio, si è allenato con il Nest-Sotra, per mantenersi in forma. Il 27 febbraio 2013 ha trovato un nuovo accordo col Sogndal. A fine stagione si è ritrovato nuovamente senza contratto, ma l'11 febbraio 2014 ha firmato un rinnovo biennale con il Sogndal, con opzione per il terzo anno.

##### La terza esperienza al Brann
Il 15 luglio 2014 ha fatto ufficialmente ritorno al Brann, legandosi al club con un contratto valido per il successivo anno e mezzo. La firma è arrivata il giorno seguente e il giocatore ha scelto la maglia numero 9. A fine stagione, il Brann è retrocesso nella 1. divisjon. In vista del campionato 2015, Karadas ha cambiato numero di maglia, passando dal 9 al 18. Il 21 ottobre 2015, in virtù della vittoria del Sogndal sul Kristiansund nel recupero della 27ª giornata di campionato, il Brann ha matematicamente conquistato la promozione in Eliteserien con due giornate d'anticipo sulla fine della stagione. Il 26 ottobre successivo è stato operato alla caviglia, che gli aveva causato problemi nel corso del periodo autunnale, approfittando così della fine della stagione per poter recuperare. L'11 gennaio 2016 ha rinnovato il contratto che lo legava al club per un'ulteriore stagione. Il 21 ottobre successivo ha ulteriormente prolungato l'accordo con il Brann, fino al 31 dicembre 2017. Il 14 giugno 2017 ha rinnovato il contratto fino al 31 dicembre 2018. Il 7 novembre 2018 ha ulteriormente allungato la propria carriera, firmando un accordo con il Brann fino al 31 dicembre 2019. Si è poi ritirato al termine di questa stagione.

#### Nazionale
Karadas ha giocato 33 partite, con 12 reti, per la Norvegia under 21: l'esordio è arrivato il 22 febbraio 2000, nella partita contro la Finlandia under 21; nello stesso incontro, ha realizzato la prima rete, che ha sancito il successo della sua squadra per 0-1. Il 10 ottobre 2003, è stato autore di una tripletta nella vittoria per 5-0 sul Lussemburgo under 21.
Il 24 gennaio 2001, ha debuttato per la Nazionale maggiore, nella vittoria per 2-3 in amichevole sulla Corea del Sud. Il 28 gennaio 2003, ha realizzato l'unica rete, nel successo per 1-2 contro l'Oman. Il suo score per la Norvegia è di 10 presenze e una rete.

### Allenatore
Terminata l'attività agonistica, in data 6 gennaio 2020 è stato reso noto che Karadas sarebbe entrato nello staff tecnico di Roger Naustan, al Brann 2, squadra riserve del club omonimo. Il 13 ottobre 2020, è stato ufficializzato che sarebbe stato l'allenatore del Brann 2 a partire dal 1º gennaio 2021. Il 28 novembre 2022 ha prolungato il proprio contratto, fino al 31 dicembre 2024.
Il 10 settembre 2023 ha lasciato il Brann 2 per diventare assistente di Bob Bradley allo Stabæk, con un contratto valido fino al 31 dicembre 2025.
L'8 febbraio 2024 è stato nominato nuovo allenatore dello Start, in 1. divisjon.

## Statistiche

### Presenze e reti nei club
Statistiche aggiornate al 9 febbraio 2024.
| Stagione            | Club             | Campionato       | Campionato | Campionato | Coppe nazionali | Coppe nazionali | Coppe nazionali | Coppe continentali | Coppe continentali | Coppe continentali | Supercoppe | Supercoppe | Supercoppe | Totale | Totale |
| Stagione            | Club             | Comp             | Pres       | Reti       | Comp            | Pres            | Reti            | Comp               | Pres               | Reti               | Comp       | Pres       | Reti       | Pres   | Reti   |
| ------------------- | ---------------- | ---------------- | ---------- | ---------- | --------------- | --------------- | --------------- | ------------------ | ------------------ | ------------------ | ---------- | ---------- | ---------- | ------ | ------ |
| 1999                | Brann            | ES               | 6          | 0          | CN              | 4               | 0               | CI                 | 2                  | 0                  | -          | -          | -          | 12     | 0      |
| 2000                | Brann            | ES               | 21         | 7          | CN              | 1               | 0               | CU                 | 4                  | 0                  | -          | -          | -          | 26     | 7      |
| 2001                | Brann            | ES               | 23         | 5          | CN              | 4               | 3               | UCL                | 2                  | 0                  | -          | -          | -          | 29     | 8      |
| 2002                | Rosenborg        | ES               | 23         | 5          | CN              | 4               | 1               | UCL                | 8                  | 2                  | -          | -          | -          | 35     | 8      |
| 2003                | Rosenborg        | ES               | 22         | 5          | CN              | 5               | 3               | UCL+CU             | 4+4                | 2+1                | -          | -          | -          | 35     | 11     |
| gen.-lug. 2004      | Rosenborg        | ES               | 15         | 3          | CN              | 3               | 3               | UCL                | -                  | -                  | -          | -          | -          | 18     | 6      |
| Totale Rosenborg    | Totale Rosenborg | Totale Rosenborg | 60         | 13         |                 | 12              | 7               |                    | 16                 | 5                  |            | -          | -          | 88     | 25     |
| 2004-2005           | Benfica          | PL               | 27         | 4          | TP              | 2               | 0               | UCL+CU             | 1+6                | 0+2                | -          | -          | -          | 36     | 6      |
| 2005-2006           | Portsmouth       | PL               | 17         | 1          | FA+LC           | 2+1             | 0               | -                  | -                  | -                  | -          | -          | -          | 20     | 1      |
| 2006-2007           | Kaiserslautern   | 2.BL             | 11         | 1          | CG              | 2               | 1               | -                  | -                  | -                  | -          | -          | -          | 13     | 2      |
| ago. 2007-feb. 2008 | Brann            | ES               | 8          | 4          | CN              | -               | -               | CU                 | 8                  | 1                  | -          | -          | -          | 16     | 5      |
| 2008                | Brann            | ES               | 21         | 3          | CN              | 4               | 0               | UCL+CU             | 4+1                | 0                  | -          | -          | -          | 30     | 3      |
| gen.-ago. 2009      | Brann            | ES               | 19         | 3          | CN              | 4               | 3               | -                  | -                  | -                  | -          | -          | -          | 23     | 6      |
| 2009-2010           | Kasımpaşa        | SL               | 7          | 1          | TK              | ?               | ?               | -                  | -                  | -                  | -          | -          | -          | ?      | ?      |
| 2010-2011           | Kasımpaşa        | SL               | 15         | 0          | TK              | 4               | 0               | -                  | -                  | -                  | -          | -          | -          | 19     | 0      |
| 2011-2012           | Kasımpaşa        | 1L               | 16         | 2          | TK              | 1               | 1               | -                  | -                  | -                  | -          | -          | -          | 19     | 0      |
| Totale Kasımpaşa    | Totale Kasımpaşa | Totale Kasımpaşa | 38         | 3          |                 | ?               | ?               |                    | -                  | -                  |            | -          | -          | ?      | ?      |
| ago.-dic. 2012      | Sogndal          | ES               | 7          | 0          | CN              | -               | -               | -                  | -                  | -                  | -          | -          | -          | 7      | 0      |
| 2013                | Sogndal          | ES               | 27         | 4          | CN              | 3               | 1               | -                  | -                  | -                  | -          | -          | -          | 30     | 5      |
| gen.-lug. 2014      | Sogndal          | ES               | 10         | 0          | CN              | 3               | 1               | -                  | -                  | -                  | -          | -          | -          | 13     | 1      |
| Totale Sogndal      | Totale Sogndal   | Totale Sogndal   | 44         | 4          |                 | 6               | 2               |                    | -                  | -                  |            | -          | -          | 50     | 6      |
| lug.-dic. 2014      | Brann            | ES               | 10+1       | 1+0        | CN              | 1               | 0               | -                  | -                  | -                  | -          | -          | -          | 12     | 1      |
| 2015                | Brann            | 1D               | 27         | 3          | CN              | 3               | 0               | -                  | -                  | -                  | -          | -          | -          | 30     | 3      |
| 2016                | Brann            | ES               | 24         | 5          | CN              | 1               | 0               | -                  | -                  | -                  | -          | -          | -          | 25     | 5      |
| 2017                | Brann            | ES               | 19         | 0          | CN              | 3               | 1               | UEL                | 2                  | 0                  | SN         | 1          | 0          | 25     | 1      |
| 2018                | Brann            | ES               | 15         | 0          | CN              | 4               | 1               | -                  | -                  | -                  | -          | -          | -          | 19     | 1      |
| 2019                | Brann            | ES               | 13         | 1          | CN              | 2               | 1               | -                  | -                  | -                  | -          | -          | -          | 15     | 2      |
| Totale Brann        | Totale Brann     | Totale Brann     | 206+1      | 32+0       |                 | 31              | 9               |                    | 23                 | 1                  |            | 1          | 0          | 262    | 42     |
| Totale              | Totale           | Totale           | 403+1      | 58+0       |                 | ?               | ?               |                    | 46                 | 8                  |            | 1          | 0          | ?      | ?      |

### Cronologia presenze e reti in nazionale
| Cronologia completa delle presenze e delle reti in nazionale ― Norvegia | Cronologia completa delle presenze e delle reti in nazionale ― Norvegia | Cronologia completa delle presenze e delle reti in nazionale ― Norvegia | Cronologia completa delle presenze e delle reti in nazionale ― Norvegia | Cronologia completa delle presenze e delle reti in nazionale ― Norvegia | Cronologia completa delle presenze e delle reti in nazionale ― Norvegia | Cronologia completa delle presenze e delle reti in nazionale ― Norvegia | Cronologia completa delle presenze e delle reti in nazionale ― Norvegia |
| Data                                                                    | Città                                                                   | In casa                                                                 | Risultato                                                               | Ospiti                                                                  | Competizione                                                            | Reti                                                                    | Note                                                                    |
| ----------------------------------------------------------------------- | ----------------------------------------------------------------------- | ----------------------------------------------------------------------- | ----------------------------------------------------------------------- | ----------------------------------------------------------------------- | ----------------------------------------------------------------------- | ----------------------------------------------------------------------- | ----------------------------------------------------------------------- |
| 24-1-2001                                                               | Hong-Kong                                                               | Corea del Sud                                                           | 2 – 3                                                                   | Norvegia                                                                | Amichevole                                                              | -                                                                       |                                                                         |
| 26-1-2003                                                               | Sharjah                                                                 | Emirati Arabi Uniti                                                     | 1 – 1                                                                   | Norvegia                                                                | Amichevole                                                              | -                                                                       |                                                                         |
| 28-1-2003                                                               | Mascate                                                                 | Oman                                                                    | 1 – 2                                                                   | Norvegia                                                                | Amichevole                                                              | 1                                                                       |                                                                         |
| 16-11-2004                                                              | Londra                                                                  | Australia                                                               | 2 – 2                                                                   | Norvegia                                                                | Amichevole                                                              | -                                                                       |                                                                         |
| 9-2-2005                                                                | La Valletta                                                             | Malta                                                                   | 0 – 3                                                                   | Norvegia                                                                | Amichevole                                                              | -                                                                       |                                                                         |
| 30-3-2005                                                               | Chișinău                                                                | Moldavia                                                                | 0 – 0                                                                   | Norvegia                                                                | Qual. Mondiali 2006                                                     | -                                                                       |                                                                         |
| 4-6-2005                                                                | Oslo                                                                    | Norvegia                                                                | 0 – 0                                                                   | Italia                                                                  | Qual. Mondiali 2006                                                     | -                                                                       |                                                                         |
| 8-6-2005                                                                | Stoccolma                                                               | Svezia                                                                  | 2 – 3                                                                   | Norvegia                                                                | Amichevole                                                              | -                                                                       |                                                                         |
| 1-3-2006                                                                | Dakar                                                                   | Senegal                                                                 | 2 – 1                                                                   | Norvegia                                                                | Amichevole                                                              | -                                                                       |                                                                         |
| 28-5-2008                                                               | Oslo                                                                    | Norvegia                                                                | 2 – 2                                                                   | Uruguay                                                                 | Amichevole                                                              | -                                                                       |                                                                         |
| Totale                                                                  |                                                                         | Presenze                                                                | 10                                                                      |                                                                         | Reti                                                                    | 1                                                                       |                                                                         |

## Palmarès

### Club

#### Competizioni nazionali
- Campionato norvegese: 3

Rosenborg: 2002, 2003
Brann: 2007
- Campionato portoghese: 1

Benfica: 2004-2005